# 川崎市立東高津中学校
川崎市立東高津中学校（かわさきしりつひがしたかつちゅうがっこう）は、神奈川県川崎市高津区末長にある公立中学校。

## 概要
- 本校は、高津中学校から分離独立し、市内47番目の中学校として開校した。
- 敷地は三角形をしており、南武沿線道路と接している。
- 川崎市立東高津中学校出身の主な有名人としては、矢田亜希子、成海璃子がいる。

## 沿革
- 1984年（昭和59年）4月1日 - 開校。
- 2013年（平成25年）11月23日 - 創立30周年記念式典挙行[2]。

## 通学区域
出典
- 高津区
  - 北見方1丁目（全域）
  - 北見方2丁目（全域）
  - 北見方3丁目（全域）
  - 坂戸1丁目（18番）
  - 坂戸2丁目（1番～18番16号、19番以降）
  - 坂戸3丁目（1番を除く）
  - 下野毛1丁目（全域）
  - 下野毛2丁目（全域）
  - 下野毛3丁目（全域）
  - 末長3丁目（4番）
  - 末長4丁目（全域）

## 周辺
- 末長中町公園 - 敷地が隣接
- 南武沿線道路 - 学校前を通る川崎市道
- JR東日本南武線
- かながわサイエンスパーク
- 学校法人田園学園川崎たまがわ幼稚園
- 末長高之面公園
- 第三京浜道路
  - 京浜川崎インターチェンジ
- KANTOモータースクール溝ノ口校

## アクセス
- 東急バス・川崎市営バス
  - 「第三京浜入口」バス停から、徒歩約220m・約4分。
  - 「高津中学校入口」バス停から、徒歩約270m・約5分。